# Léon Vannier
Pour les articles homonymes, voir Vannier.
Léon Ernest Vannier, né le 31 octobre 1880 à Segré, et mort le  22 septembre 1963 à Quiberon, est un médecin et homéopathe parisien, devenu en 1915 le chef de file de l'homéopathie.

## Biographie
Léon Ernest Vannier naît le 31 octobre 1880 à Segré,.
Il est le fils de Jean Vannier et d'Agathe Jouin. 
Il étudie au lycée d'Angers, suit les cours de l'École de médecine de cette ville et de la Faculté de médecine de Paris, il obtient son doctorat en 1905.
Il s'installe comme médecin et homéopathe à Paris en 1905.
Il est à l'origine de l'essor de l'homéopathie en France.
Il est notamment l'initiateur :
- du journal L'Homéopathie française (aujourd'hui L'Homéopathie européenne) en 1912[4]
- des Laboratoires homéopathiques de France (rachetés en 1988 par les laboratoires Boiron)
- du centre homéopathique de France en 1931.

Léon Vannier meurt en 1963 à Quiberon.
Léon Vannier est inhumé au cimetière ancien de Rueil-Malmaison.

## Décorations
- Officier de la Légion d'honneur (1er aout 1956)
- Officier de l'Instruction publique
- Médaille d'honneur des épidémies, Argent (1917)

## Publications
- La Doctrine de l’homéopathie française
- Les Origines et l’avenir de l’homéopathie
- La Pratique de l’homéopathie
- Les Remèdes aigus
- Les remèdes homéopathiques des états aigus - Étude clinique et thérapeutique
- Précis de thérapeutique homéopathiques
- Caractéristiques essentielles des remèdes homéopathiques
- Néo-hippocratisme et homéopathie
- Les Tuberculiniques et leurs traitements homéopathiques
- Les Cancériniques et leurs traitements homéopathiques
- La Typologie et ses applications homéopathiques
- Le diagnostic des maladies par les yeux.précis d'iriscopie
- Le bocal vert
- La typologie et ses applications thérapeutiques, Paris, G. Doin, 1955 (présentation en ligne).